# Melinda nigripalpis
Melinda nigripalpis är en tvåvingeart som beskrevs av Hiromu Kurahashi och Tumrasvin 1979. Melinda nigripalpis ingår i släktet Melinda och familjen spyflugor.
Artens utbredningsområde är Thailand. Inga underarter finns listade i Catalogue of Life.